# Перемишлянський повіт (Австро-Угорщина)
Перемишлянський повіт — адміністративна одиниця коронного краю Королівство Галичини і Лодомерії у складі Австро-Угорщини (до 1867 року назва держави — Австрійська імперія). Повіт існував у період з 1854 до 1918 року.

## 1854–1867
1854 року була проведена адміністративна реформа, згідно з якою у складі Королівства Галичини і Лодомерії були утворені повіти.
Статистика:
Площа — 9,16 географічних миль² (~504,5 км²)
Населення — 25013 (1866)
Кількість будинків — 4134 (1866)
Староста (Bezirk Vorsteher): Рудольф Ебнер (Rudolf Ebner) (1866)
Громади (гміни): 

## 1867–1918
1867 року були скасовані округи, а повіти реорганізовані: частина зникла, а частина збільшилася за рахунок інших. Перемишлянський повіт залишився і після реформи.
До його складу увійшла територія Перемишлянського і Глинянського повітів, 3 гміни Бібрського та 1 гміна Рогатинського повітів.
Староста: Альфред Мадурович (Alfred Madurowicz)  (1867) 